# Hanno (ontdekkingsreiziger)

Reis van Hanno

Hanno was een Carthaagse suffeet die in de 5e eeuw v.Chr. uitvoer om langs de Atlantische kust van Afrika koloniën te stichten. De expeditie telde tientallen schepen en duizenden mensen.
Hij stichtte onder andere Mogador in het huidige Marokko. De laatste kolonie was op een eiland genaamd Cerne, dit kan zijn het eiland Herne in de baai van Rio de Oro of een eiland in de baai van Arguin in het tegenwoordige Mauritanië.
Hierna voer hij door naar het zuiden, en vond een rivier waarvan hij dacht dat het de Nijl was, omdat er nijlpaarden waren (men dacht toen dat die alleen in de Nijl voorkwamen). In werkelijkheid was dit ongetwijfeld de Sénégal. Hij reisde nog verder, zag 'vrouwen met harige lichamen, die onze tolken gorilla's noemden' (Γόριλλαι) en aan het eind van zijn reis een 'brandende berg'. Dit is vermoedelijk de vulkanische Mount Cameroon die blijkbaar net op dat moment een uitbarsting had. Als dit klopt heeft Hanno dus de gehele westkust van Afrika tot aan Kameroen bezocht.
Wanneer Hanno die zich hoogstwaarschijnlijk nooit ver van de kusten verwijderde het had over mensachtigen die behaard waren kan het vaak gaan over chimpansees of gorilla's, een soort die in Carthago al lang bekend was.
Volgens Plinius de Oudere rondde hij zelfs de Kaap de Goede Hoop om in Arabië te landen. Deze bewering is ook te vinden bij Arrianos van Nikomedia.
Na zijn terugkeer liet Hanno een verslag van zijn tocht graveren in een Carthaagse tempelmuur. De inscriptie zelf is niet bewaard, maar de verkorte inhoud ervan is overgeleverd in een Griekse vertaling uit de 5e eeuw (bewaard in twee manuscripten).

## Nederlandse vertalingen
Van Hanno's verslag bestaan twee vertalingen in het Nederlands:
- G.M.A. Pepermans, "Hanno de Zeevaarder. Een hoofdstuk uit de antieke geografie" in: Hermeneus, 1979, nr. 5, p. 341-346
- Floris Overduin en Vincent Hunink, "De zeereis van Hanno en de traditie van de periplous" in: Hermeneus, 2015, nr. 1, p. 34-40

## Voetnoten
1. ↑  In de 19e eeuw werd de gorilla wetenschappelijk beschreven door Thomas Staughton Savage en Jeffries Wyman als de Troglodytes gorilla, naar de beschrijving van Hanno: T.S. Savage, Communication describing the external character and habits of a new species of Troglodytes (T. gorilla), in: Boston Soc. Nat. Hist., 1846, p. 245–247. Gearchiveerd op 23 juli 2023.
2. ↑  Naturalis historia, 2.169a
3. ↑  Indike, 43.11-12

- Bibsys: 95002998
- Biblioteca Nacional de España: XX1356125
- Bibliothèque nationale de France: cb131979312 (data)
- Gemeinsame Normdatei: 118720236
- International Standard Name Identifier: 0000 0001 1690 1514
- Library of Congress Control Number: n80023034
- Nationale Bibliotheek van Israël: 987007585604205171
- Nationale Bibliotheek van Polen: a0000002901812
- Nederlandse Thesaurus van Auteursnamen: 072259418
- LIBRIS: 307711
- Système universitaire de documentation: 035011203
- Virtual International Authority File: 250788863
- WorldCat: E39PBJkdqVJTWVGymgDkDqpByd